# Louise-Françoise de Bourbon, hertiginnan av Bourbon

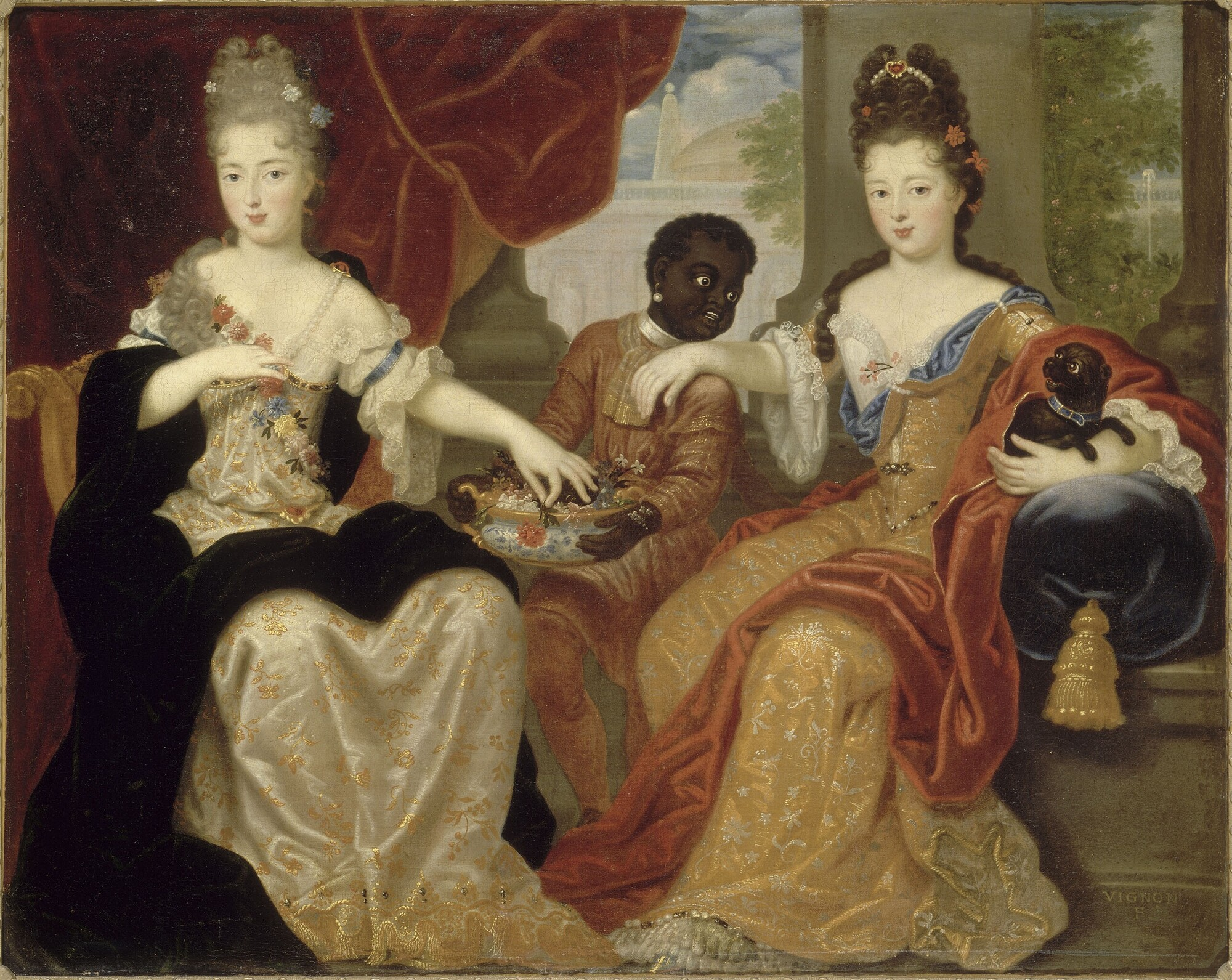
Françoise-Marie de Bourbon (blond) och Louise-Françoise de Bourbon (mörkhårig), målade av Philippe Vignon.

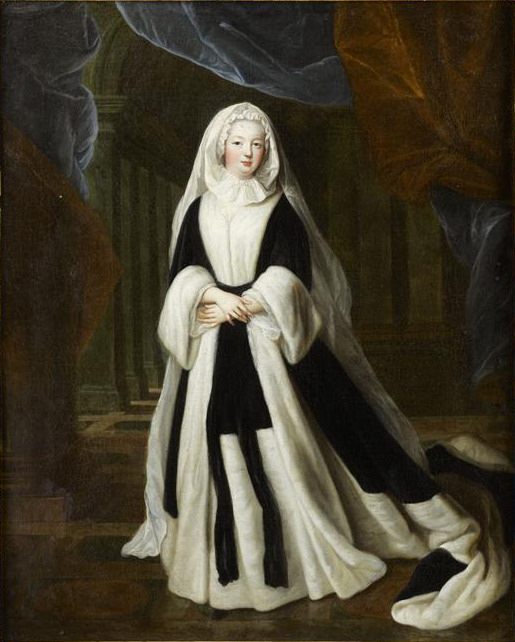
Louise Francoise de Bourbon i sorgdräkt som änka - Musée Condé

Louise-Françoise de Bourbon, hertiginna av Bourbon och prinsessa av Condé, född i Tournai 1 juni 1673, död 16 juni 1743, var en erkänd utomäktenskaplig dotter till kung Ludvig XIV av Frankrike och Madame de Montespan, gift med hertig Louis III av Bourbon.  Hon var som ogift känd som också känd kallades ursprungligen Mademoiselle de Nantes och under större delen av sitt liv som Madame la Duchesse. Hon lät uppföra Palais Bourbon i Paris.

## Biografi

### Uppväxt
Louise-Françoise föddes under en militärkampanj i Tournai. 
Den 19 december 1673 blev hon och hennes två äldre bröder officiellt legitimerade av sin far kung Ludvig XIV med godkännande av Parisparlamentet. Hennes bror  Louis-Auguste de Bourbon fick då titeln hertig av Maine, hennes andre bror Louis-César de Bourbon titeln greve av Vexin, medan Louise-Françoise fick titeln Mademoiselle de Nantes. 
Eftersom deras mor var gift, kunde hon inte dokumenteras som deras mor, och de var därför officiellt endast kungens barn med okänd mor, och kunde inte ha någon öppen relation med sin mor. 
Hon och hennes syskon uppfostrades av sin guvernant Madame de Maintenon på Rue de Vaugirard i Paris. Som barn kallades hon Poupotte.

### Under Ludvig XIV:s regeringstid
Louise-Françoise gifte sig vid elva års ålder 25 maj 1685 med den sextonårige Louis III av Bourbon, en medlem av franska kungahuset, med en hemgift på en miljon livres. Maken var vid hovet helt enkelt känd som "Hertigen", varför hon kallades "Hertiginnan" snarare än hertiginnan av Bourbon. Då hon 1686 fick smittkoppor vårdades hon av sin mor och svärfarfar Louis II Condé, varpå hon smittade den senare, som dog. 
Då modern lämnade hovet och bosatte sig i klostret Filles de Saint-Joseph i Paris, besökte hon henne där och lärde känna henne. Hon tog därför moderns död hårt, och då hennes far kungen förbjöd hovet att bära sorgklädsel visade Louise-Françoise, hennes syster och yngre bror sorg genom att vägra delta i hovfesterna. 
Louise-Françoise beskrivs av samtida som intresserad av musik och dans, vacker och charmerande, med en kvickhet som hon ofta använde till att kritisera och såra, och hon var inblandad i en del konflikter och skandaler. Hon var inblandad i åtskilliga konflikter med sin syster Françoise Marie de Bourbon och sin halvsyster Marie Anne de Bourbon, konflikter som cirklade kring en ständig tävlan och tog sig uttryck i bråk kring rangfrågor. 
År 1692 gifte sig hennes syster Françoise-Marie de Bourbon med deras kusin, kungens brorson prins Philippe d'Orléans. Äktenskapet hade högre status och hennes hemgift var större än vad som varit fallet för både Louise-Françoise och deras halvsyster Marie Anne de Bourbon, vilket orsakade en långdragen fejd mellan de tre systrarna. 
Hon hade från 1695 ett uppmärksammat förhållande med sin dubbelsvåger  François Louis de Bourbon, prins av Conti, som både var gift med hennes makes syster och dessutom bror till hennes halvsyster Marie Annes make. Hennes dotter Marie Anne (född 1697) tros ha fötts som resultat av denna förbindelse. Hennes make vågade inte attackera hennes älskare på grund av rädsla för sin svärfar monarken, och hennes halvbror tronföljaren lät paret mötas på sitt slott Meudon. Hennes make insjuknade så småningom i psykisk sjukdom. År 1709 överfördes rätten att kalla sig "prins av blodet" från hennes makes familj till hennes syster Françoise-Maries familj, vilket ökade rivaliteten mellan systrarna. Vid makens död 1710 valde hon att kalla sig änkehertiginna hellre än änkeprinsessa. 
Louise-Françoise stod nära sin halvbror tronföljaren och tillhörde kronprinsens falang vid ett hov som under den sista delen av Ludvig XIV:s regeringstid var indelad i kronprinsens och hans son hertigen av Burgunds anhängare. Hon kom inte överens med nästa tronföljare, hennes brorsons fru Marie-Adélaïde av Savojen, på grund av dennas ogillande av kvinnor med längre rang. Hon hade en vänskapsrelation med Jeanne Baptiste d'Albert de Luynes före detta mätress i Savojen, som flytt till Frankrike 1700 och blivit en litterär auktoritet i Paris.

### Under Ludvig XV:s regeringstid
År 1715 avled Ludvig XIV, och hennes svåger hertigen av Orleans blev Frankrikes regent som förmyndare för den nya kungen Ludvig XV, vilket gjorde hennes syster till Frankrikes första dam, något som ytterligare förvärrade relationen mellan systrarna. 
De följande åren var Louise-Françoise engagerad i att hjälpa sin dotter Louise-Elisabeth de Bourbon, som sökte hennes skydd undan sin makes misshandel. 
Hon uppförde från 1722 Palais Bourbon nära det palats som tillhörde hennes syskon i Paris. Under 1720-talet hade hon en uppmärksammad kärleksrelation med marquis de Lassay, som lät uppföra Hôtel de Lassay nära hennes Palais Bourbon, med ett galleri mellan för att underlätta kontakten. 
År 1737 ombads hon bli gudmor till tronföljaren, äldste son till Ludvig XV av Frankrike.

## Barn
1. Marie Gabrielle Éléonore de Bourbon (1690-1760) Mademoiselle de Bourbon  Abbedissa av Saint-Antoine-des-Champs.
2. Louis Henrik de Bourbon, Prins av Condé (1692-1740)
3. Louise Élisabeth av Bourbon (1693-1775), gift med Louis Armand av Bourbon, Prins av Conti
4. Marie-Anne de Bourbon, Mademoiselle de Clermont (1697-1741), gift i hemlighet mot sin broders önskan med Louis de Melun, hertig av Joyeuse.
5. Louise-Anne de Bourbon, Mademoiselle de Sens (1695-1768)
6. Charles de Bourbon, greve av Charolais (1700-1760)
7. Élisabeth Alexandrine de Bourbon, Mademoiselle de Gex (1701-1765)
8. Henriette Louise de Bourbon, Mademoiselle de Vermandois, abbedissa av  Beaumont-les-Tours (1703-1772)
9. Louis de Bourbon, greve av Clermont (1709-1771)